# República Árabe Libia
La República Árabe Libia  fue un estado surgido tras la revolución del Consejo de Comando Revolucionario Libio al mando del coronel Muammar Muhammad Abu Minyar al-Gadafi en 1969, derrocando al Rey Idris I de Libia, Tomando como referente el nasserismo egipcio, el Estado impulsó una serie de reformas estatalizantes, de ese tiempo es el lema Libertad, socialismo, unidad, El 2 de marzo de 1977, la República Árabe Libia fue sucedida por la Gran Yamahiriya Árabe Libia Popular Socialista, proclamada por el.

## Historia

### Intentos de contra-golpes de Estado
Tras la creación de la República Árabe Libia, Gaddafi y sus aliados insistieron en que su gobierno no se basaría en un liderazgo individual, sino en una toma de decisiones conjunta.
El primer gran cambio de gabinete ocurrió poco después del primer desafío del gobierno. En diciembre de 1969, Adam al-Hawaz, ministro de Defensa, y Moussa Ahmed, ministro del Interior, fueron arrestados y acusados de planear un golpe de Estado. En el nuevo gabinete formado tras la cricis del golpe, Gaddafi, mantuvo su puesto como presidente de la RAL, también se convirtió en primer ministro y ministro de defensa.
Abdel Salam Jallud, generalmente considerado como el segundo después de Gaddafi en la RAL, se convirtió en vice primer ministro y ministro del Interior. Este gabinete estaba integrado por trece miembros, de los cuales cinco eran funcionarios de la RCC. El gobierno fue desafiado por segunda vez en julio de 1970 cuando Abdullah Abid Sanusi y Ahmed al-Senussi, primos lejanos del ex rey Idris, y miembros del clan Sayf an Nasr de Fezzan fueron acusados de conspirar para hacerse con el poder. Después de que se frustró el complot, se produjo un cambio sustancial en el gabinete y, por primera vez, los oficiales de la RCC formaron una mayoría entre los nuevos ministros.

### Concentración del control político en Gadafi
Desde el principio, los portavoces de la RCC habían indicado una seria intención de hacer que el "régimen difunto" rindiera cuentas. En 1971 y 1972, más de 200 exfuncionarios del gobierno, incluidos siete primeros ministros y numerosos ministros del gabinete, así como el ex rey Idris y miembros de la familia real, fueron llevados a juicio por cargos de traición y corrupción en el Tribunal Popular de Libia .
Muchos, que como Idris vivieron en el exilio, fueron juzgados in absentia. Aunque un gran porcentaje de los acusados fueron absueltos, a otros se les impusieron penas de hasta quince años de prisión y cuantiosas multas. Se dictaron cinco sentencias de muerte, todas menos una en abstienencia, entre ellas, una contra Idris. Fátima, la ex reina, y Hasan ar Rida fueron condenados a cinco y tres años de prisión, respectivamente.
Mientras tanto, Gaddafi y la RCC disolvieron la orden Sanusi y degradaron oficialmente su papel histórico en el logro de la independencia de Libia. También atacó las diferencias regionales y tribales como obstrucciones en el camino del avance social y la unidad árabe, despidiendo a los líderes tradicionales y trazando límites administrativos entre las agrupaciones tribales
El Movimiento de Oficiales Libres pasó a llamarse " Unión Socialista Árabe " (ASU) en 1971, siguiendo el modelo de la Unión Socialista Árabe de Egipto, y se convirtió en el único partido legal en la Libia de Gaddafi. Actuó como un "metodo de expresión nacional", pretendiendo "elevar la conciencia política de los libios" y "ayudar a la RAL a formular políticas públicas a través del debate en foros abiertos". se prohibieron las huelgas. La prensa, ya estaba sujeta a la censura, fue oficialmente reclutada en 1972 como un agente de la revolución. Los italianos y lo que quedaba de la comunidad judía fueron expulsados del país y sus propiedades confiscadas en octubre de 1970.
En 1972, Libia se unió a la Federación de Repúblicas Árabes con Egipto y Siria, pero la unión prevista de estados panárabes nunca tuvo el éxito deseado y quedó inactiva después de 1973.
A medida que pasaban los meses, Gaddafi, atrapado en sus visiones apocalípticas del panarabismo revolucionario y el islam enzarzado en una lucha mortal con lo que denominó las fuerzas de la reacción, el imperialismo y el sionismo, dedicó cada vez más su atención a los asuntos internacionales más que a los internos. Como resultado, las tareas administrativas de rutina recayeron en  el comandante Jallud, quien en 1972 se convirtió en primer ministro en lugar de Gaddafi. Dos años más tarde, Jallud asumió los deberes administrativos y de protocolo restantes de Gadafi para permitir que Gadafi dedicara su tiempo a la teoría revolucionaria. Gaddafi siguió siendo comandante en jefe de las fuerzas armadas y jefe de Estado. La prensa extranjera especuló sobre un eclipse de su autoridad y personalidad dentro de la RAL, pero Gaddafi pronto disipó tales teorías con sus medidas para reestructurar la sociedad libia.

### Alineación con el bloque soviético
Después del golpe de septiembre, las fuerzas estadounidenses procedieron deliberadamente con el retiro planeado de la Base Aérea Wheelus bajo el acuerdo hecho con el gobierno anterior. El ministro de Asuntos Exteriores, Salah Busir, jugó un papel importante en la negociación de la retirada militar británica y estadounidense de la nueva república. El último miembro del contingente estadounidense entregó la instalación a los libios el 11 de junio de 1970, fecha que se celebra a partir de entonces en Libia como fiesta nacional. El 27 de marzo de 1970 fueron abandonadas la base aérea británica de El Adem y la base naval de Tobruk. 
A medida que las relaciones con EE. UU. se deterioraban constantemente, Gaddafi forjó vínculos estrechos con la Unión Soviética y otros países del bloque del Este, mientras mantenía la postura de Libia como país no alineado y se oponía a la expansión del comunismo en el mundo árabe. El ejército de Libia, que aumentó considerablemente de la fuerza prerrevolucionaria de 6.000 hombres que había sido entrenada y equipada por los británicos, ahora estaba armada con armaduras y misiles fabricados por los soviéticos.

### Política petrolera
La base económica de la revolución de Libia han sido sus ingresos petroleros. Sin embargo, las reservas de petróleo de Libia eran pequeñas en comparación con las de otros importantes estados árabes productores de petróleo. Como consecuencia, Libia estaba más dispuesta a racionar la producción para conservar su riqueza natural y menos receptiva a moderar sus demandas de aumento de precios que los demás países. El petróleo fue visto como un medio para financiar el desarrollo económico y social de un país lamentablemente subdesarrollado y como un arma política para blandir en la lucha árabe contra Israel.
El aumento de la producción que siguió a la revolución de 1969 estuvo acompañado de demandas libias a los precios del petróleo más altos, una mayor participación en los ingresos y un mayor control sobre el desarrollo de la industria petrolera del país. Las compañías petroleras extranjeras acordaron un aumento de precios de más de tres veces la tasa actual (de 0,90 dólares estadounidenses a 3,45 dólares estadounidenses por barril) a principios de 1971. En diciembre, el gobierno libio repentinamente nacionalizó las empresas de British Petroleum en Libia y retiró fondos por un monto aproximado de US$550 millones invertidos en bancos británicos como resultado de una disputa de política exterior. British Petroleum rechazó como inadecuada una oferta libia de compensación, y el tesoro británico prohibió a Libia participar en el área de la libra esterlina
En 1973, el gobierno libio anunció la nacionalización de una participación mayoritaria en todas las demás empresas petroleras que operan en el país. Este paso le dio a Libia el control de alrededor del 60 por ciento de su producción nacional de petróleo a principios de 1974, una cifra que posteriormente aumentó al 70 por ciento. La nacionalización total estaba fuera de discusión, dada la necesidad de experiencia y fondos extranjeros en la exploración, producción y distribución de petróleo.

#### Crisis del petróleo de 1973
Insistiendo en el uso continuo del petróleo como palanca contra Israel y sus partidarios en Occidente, Libia instó enérgicamente a la Organización de Países Exportadores de Petróleo ( OPEP ) a tomar medidas en 1973, y la militancia libia fue parcialmente responsable de las medidas de la OPEP para aumentar los precios del petróleo. imponer embargos y hacerse con el control de la producción. El 19 de octubre de 1973, Libia fue la primera nación árabe en imponer un embargo petrolero contra los Estados Unidos después de que el presidente de los Estados Unidos, Richard Nixon, anunciara que los Estados Unidos proporcionarían a Israel un programa de ayuda militar de 2.200 millones de dólares durante la guerra de Yom Kipur. Arabia Saudita y otras naciones árabes productoras de petróleo en la OPEP harían lo mismo al día siguiente.
Mientras que las demás naciones árabes levantaron sus embargos petroleros el 18 de marzo de 1974, el régimen de Gaddafi se negó a hacerlo.  Como consecuencia de tales políticas, la producción de petróleo de Libia se redujo a la mitad entre 1970 y 1974, mientras que los ingresos por exportaciones de petróleo se cuadruplicaron con creces. La producción continuó cayendo, tocando fondo en 1975 en un mínimo de once años en un momento en que el gobierno se preparaba para invertir grandes cantidades de ingresos del petróleo en otros sectores de la economía. A partir de entonces, la producción se estabilizó en unos dos millones de barriles por día. La producción y, por lo tanto, los ingresos volvieron a disminuir a principios de la década de 1980 debido al alto precio del crudo libio y porque la recesión en el mundo industrializado redujo la demanda de petróleo de todas las fuentes.
El Plan quinquenal de transformación económica y social Libia (1976-1980), anunciado en 1975, su presupuesto era de unos 20.000 millones de dólares estadounidenses en el desarrollo de una amplia gama de actividades económicas que continuarían generando ingresos después de que se agotaran las reservas de petróleo de Libia. La agricultura estaba programada para recibir la mayor parte de la ayuda en un esfuerzo por hacer que Libia fuera autosuficiente en alimentos y ayudar a mantener a la población rural en el cultivo de la tierra. La industria, de la que era poca antes de la revolución, también recibió un importante financiamiento tanto en el primer plan de desarrollo como en el segundo, lanzado en 1981.

### Transición a laYamahiriya

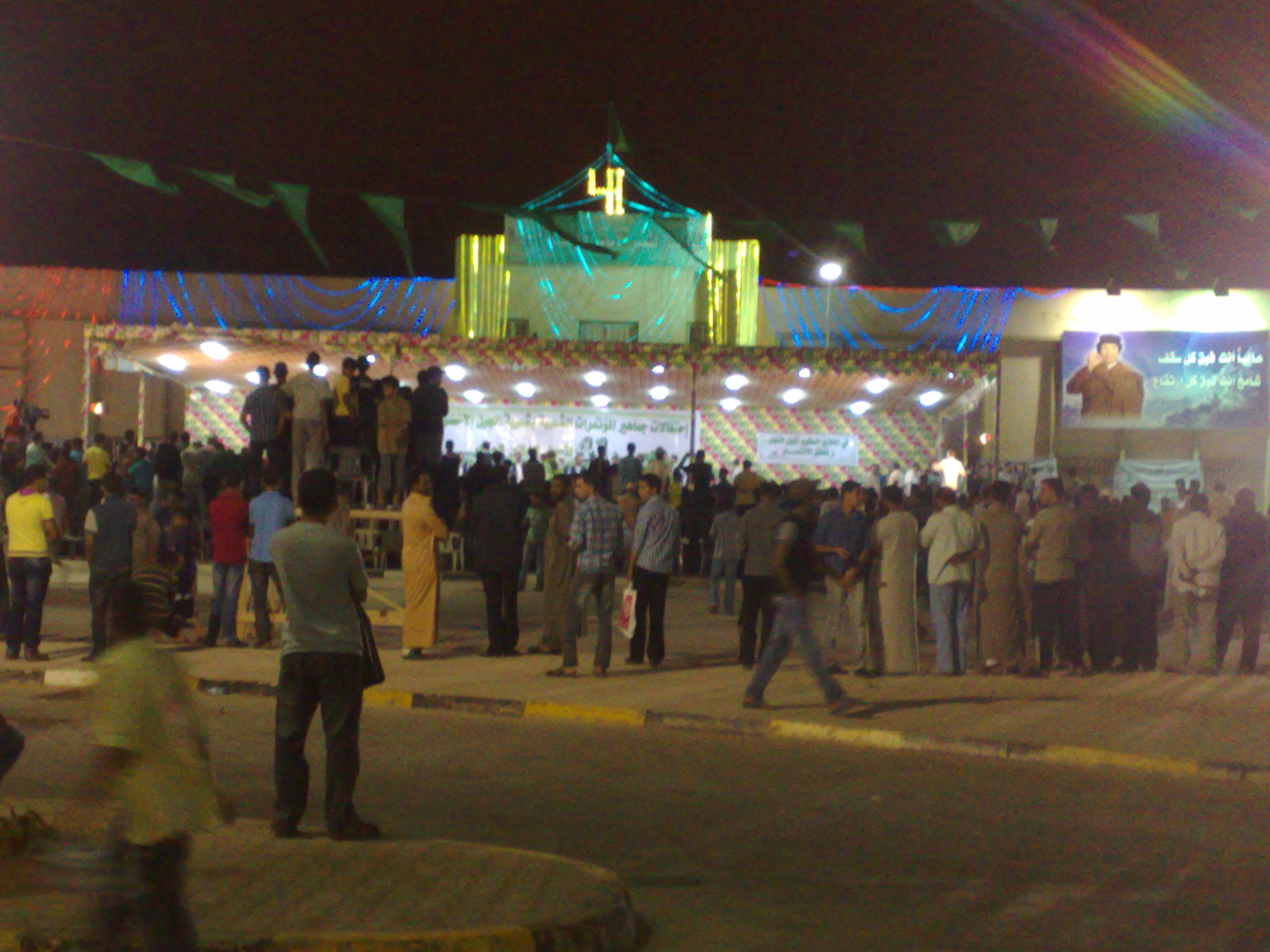
Festividad de Alfateh en Al Baida, Ciudad de Libia en el 1 de septiembre de 2010.

A partir de 1973 se empieza con una llamada revolución cultural o popular promovida por Muamar el Gadafi.
Esta revolución fue diseñada para combatir la ineficacia burocrática, mejorar la participación en el sistema de gobierno subnacional y los problemas de coordinación política. En un intento de inculcar el fervor revolucionario, Gadafi promovía el «comité popular», donde el pueblo tomase las decisiones.
En pocos meses, los comités fueron creciendo a través de Libia, hasta hacerse con la administración local en algunas regiones.
Los comités generales populares se establecieron en organizaciones muy distintas, como las universidades, las empresas privadas de negocios, las burocracias gubernamentales y los medios de difusión, ocupados por elección popular directa, con miembros electos en varias localidades. A mediados de 1973 se encontraban más de 2000 comités populares, siguiendo el concepto de democracia directa que Gadafi propuso en el primer volumen del Libro verde, que apareció en 1976, concepto que se aplicara a un estado de masas, Yamahiriya.
La pieza central del nuevo sistema fue el Congreso General del Pueblo, un organismo representativo nacional.